# Sarah Trimmer

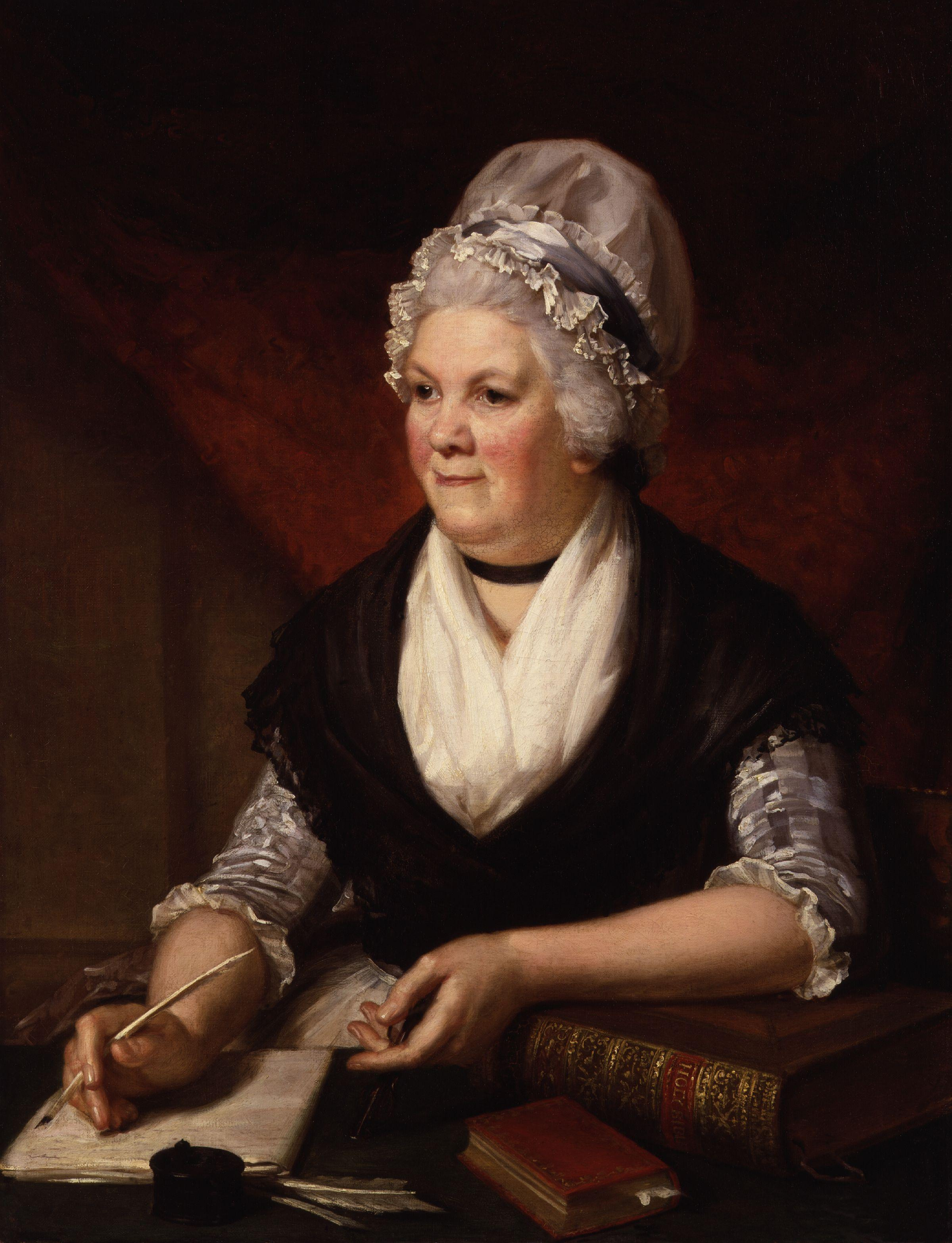
Sarah Trimmer, gemalt von Henry Howard

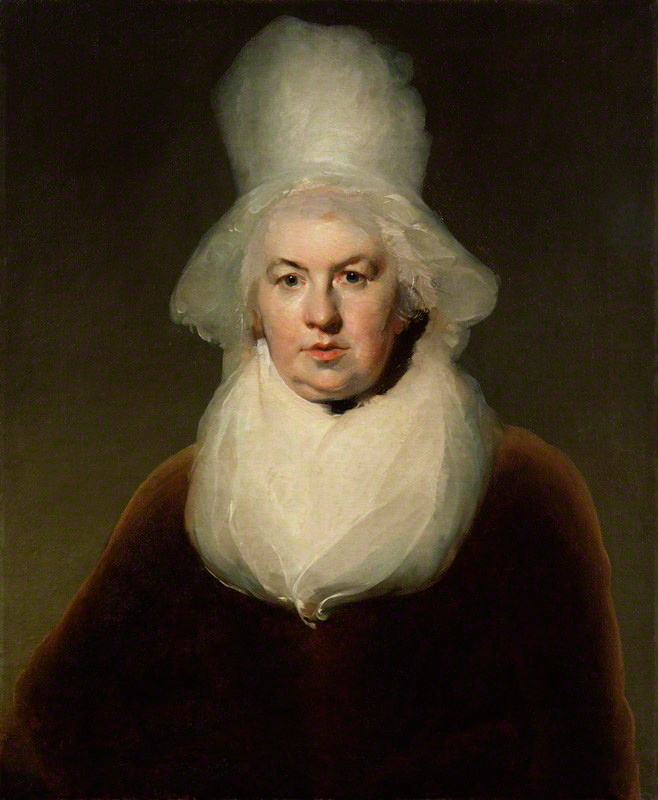
Sarah Trimmer, gemalt von Thomas Lawrence

Sarah Trimmer (* 6. Januar 1741 in Ipswich, England; † 15. Dezember 1810 in Brentford) war eine englische Autorin.

## Leben
Sarah Trimmer war die Tochter des Landschaftsmalers Joshua Kirby. Im Jahre 1772 heiratete sie James Trimmer. Sie wurde Mutter von zwölf Kindern. Inspiriert durch die Erziehung ihrer eigenen Kinder gab sie eine Reihe von biblischen und moralischen Büchern und die Zeitschrift Family Magazine heraus (häufiges Thema: Erziehung von Kindern).
Über die schriftstellerischen Qualitäten von Mrs. Barbauld und Mrs. Trimmer als Kinderbuchautorinnen hat sich Charles Lamb 1802 in einem Brief an Coleridge geäußert: „Der Teufel möge sie holen […]! Diese törichten Weiber und ihre Gefolgschaft haben alles Menschliche im Mann und Kind verrosten und verfaulen machen …“

## Werke
- The Guardian of Education
- A Comment on Dr. Watts’s Divine Songs for Children, with questions, etc.
- An Abridgment of Scripture History; consisting of lessons selected from the Old Testament
- An attempt to familiarize the Catechism
- A Concise History of England, comprised in a set of easy lessons
- Help to the unlearned in the study of the Holy Scriptures: being an attempt to explain the Bible in a familiar way
- Oeconomy of charity; or, an address to ladies
- Die Rothkehlchen. Ein Buch für Kind und Kindes-Sinn.